# Elektromágneses túlérzékenység
Az elektromágneses túlérzékenység (EHS) az elektromágneses mezőre való állítólagos érzékenység, amelyhez káros tünetek társulnak. Az EHS-nek nincsen tudományos alapja és nem egy elismert orvosi diagnózis. Az EHS-t "nem specifikus tünetek sokasága jellemzi, ami az egyén az elektromágneses mezőnek való kitettsége nyomán jön létre".
Azok, akik EHS-el diagnosztizálják magukat, kedvezőtlenül reagálnak a nemzetközi sugárzásbiztonsági szabvány maximum szintjétől alacsonyabb  elektromágneses mezőre. A provokációs kísérletekben résztvevők legtöbbje eddig nem tudott különbséget tenni, hogy mikor vannak elektromágneses mezőnek kitéve. 2005-ben egy rendszeres felülvizsgálat nem meggyőző tudományos bizonyítékot talált az elektromágneses mező által okozott tünetekre. Azóta számos kettős vak kísérlet megmutatta, hogy azok az emberek, akik elektromágneses túlérzékenységre panaszkodtak, nem tudták érzékelni az elektromágneses mező jelenlétét és valószínűleg olyan hamis betegségekről számoltak be, amik olyanok mintha a valódi elektromágneses mezőre reagáltak volna, ezekben az esetekben feltehetőleg nocebo-hatás állt fenn.
Egy 2005-ös tanulmány az angol Egészségvédelmi Ügynökség által és egy 2006-os módszeres tanulmány kiértékelte a  különféle orvosi, pszichológiai, viselkedési és alternatív gyógymódok bizonyítékait és mind kettő arra jutott, hogy a bizonyítékok korlátozottak és nem általánosíthatók, de a legjobb bizonyítéknak a kognitív viselkedési terápiát találták. 2005-ben a WHO azt javasolta az EHS-re panaszkodó embereknek, hogy állapítsák meg, van-e olyan egészségügyi problémájuk, ami a tüneteket okozhatja és hogy mérjék fel a környezetüket lég és zajszennyezést kutatva.
Néhány ember, aki úgy érzi, hogy érzékeny az elektromágnes mezőre, csökkentheti az annak való kitettséget, vagy használhat alternatív gyógymódot. Kormányzati szervek arra köteleztek elektromágneses mező elleni védelmet ígérő vállalatokat, hogy a hamis hirdetést bevalló nyilatkozatot tegyenek.

## Jelek és tünetek
Nincsen jellemző tünet az EHS-re és a jelentett tünetek nagyban különböznek az egyéneknél. A tünetek között volt fejfájás, fáradtság, stressz, alvászavarok, bőrbizsergés, égési érzések és kiütések, fájdalom az izmokban és sok más egészségügyi probléma. Sok esetben a tünetek lehetnek igazi és képzelt problémák, amik pszichológiai szorongásokat okozhatnak. Nincsen tudományos alapja, ezeket a tüneteket a elektromágneses mezőnek való kitettséghez kötni. 
Néhány jelentett tünet dominanciája földrajzilag és kulturálisan függő és nem illik rá az "ok-okozati összefüggés a tünetek és a hozzátartozó kitettség között". Sok jelentett tünet más tünetegyüttesekkel van átfedésben, amit tünet-alapú állapotnak, funkcionális szomatikus szindrómáknak és IEI-nek (idiopátiás környezeti intolerancia) ismerjük.
Azok, akik elektromágneses túlérzékenységet jelentenek általában az elektromos mezőre, a mágneses mezőre és az elektromágneses hullámok különböző frekvenciáira különböző érzékenységi szinteket különböztetnek meg. A kiváltó eszközökhöz tartoznak a fluoreszkáló és energiatakarékos izzók, mobiltelefon, vezeték nélküli/hordozható telefon és a WIFI. 2001-ben egy kutatás azt találta, hogy azok, akik EHS-el diagnosztizálták magukat, a tüneteiket leggyakrabban mobiltelefon bázisállomásokra (74%), mobiltelefonokra (36%), vezeték nélküli telefonokra (29%) és távvezetékekre (27%). Az elektromágneses túlérzékenységben szenvedőkről készített kutatások nem találtak semmilyen következetes rendszert a tünetekre. 

## Okok
A legtöbb tudatos provokáció nem tudott összefüggést találni a kitettség és a tünetek között, ami arra a következtetésre vezet, hogy egyfajta pszichológiai mechanizmus játszik szerepet az EHS tünetek előidézésében vagy felerősítésében. 2010-ben Rubin et al. egy utólagos publikálást tett közzé a 2005-ös tanulmányához így a teljes kettős vak kísérleteinek száma 46 és 1175 egyén, aki diagnosztizálta magát a túlérzékenységgel. Semelyik tanulmány nem mutatott fel elég erős bizonyítékot arról, hogy az elektromágnesnek való kitettség okozza az EHS-t. A nocebó effektust is támogatják, amik akut tüneteket okozhattak.
Néhány másik tanulmány bizonyítékokat feltételeznek az elektromágneses kitettség tüneteire nem termikus szinten. 2010-ben a mobiltelefonos bázisállomások közelében végzett idegrendszeri és rákkal kapcsolatos vizsgálatokról szóló áttekintés 10 tanulmányt vizsgált, ahol  gyakrabban fordultak elő alvászavarok és fejfájások. 1962 óta tudják kimutatni a mikrohullámú hanghatást vagy fülzúgást a rádiófrekvenciának való kitettség sokkal kisebb fűtési szintje közben. Az 1960-as években Európái és Orosz tanulmányok alacsony RF sugárzás közben gyakoroltak hatást az emberre, főleg az idegrendszerre. Abban az időben ez vitatott volt.
Más vizsgálatok az érzékenységről gyógyászati eljárásokat vizsgáltak, nem termikus elektromágneses kitettséget, genetikai tényezőket, módisításokat a legtöbb sejtben, oxidatív stressz, protein expresszió és feszültséggel ellenőrzött kalciumcsatornákat használva. A fogászati amalgámból és a nehézfém toxicitásból származó higanyfelszabadulást szintén érintették az expozíciós hatások és a tünetek. Egy másik tanulmánysor a hiper-érzékenység vagy intolerancia jellege, valamint a vele összefüggésben álló környezeti expozíciókat vizsgálta, amiknek köze lehet hozzá. 80%-a azoknak, akik ön-diagnosztizálták az elektromágneses intoleranciát, alacsony kémiai kitettségre is panaszkodnak.

## Diagnózis
Az elektromágneses túlérzékenység nem egy elfogadott diagnózis, orvosilag nincsen rá meghatározás vagy klinikai gyakorlati útmutató és nincs a megállítására vizsgálat vagy egy egyeztetett definíció amellyel klinikai kutatásokat végeznének.
Az elektromágneses túlérzékenységre való panasz elrejtheti a szervi vagy pszichiátriai betegséget. Ezekhez a mögöttes diagnózisokhoz a megfigyelt tünetek bármely lehetséges ismert egészségügyi okának kivizsgálása és azonosítása szükséges. Lehet, hogy egy alapos egészségügyi kiértékelést igényel, hogy beazonosítsák és kezeljék a különböző állapotokat. Egy alapos pszichológiai kiértékelésre is szükség lehet, hogy beazonosítsák a lehetséges pszichiátriai / pszichológiai állapotot, ami felelhet vagy hozzájárulhat a tünetekhez.
A tüneteket a nocebo effektus is előidézhette. Tanulmányok kimutatták, hogy a tünetekről szóló beszámolók szorosabban kapcsolódnak ahhoz a meggyőződéshez, hogy ki vannak téve valaminek, mint bármilyen tényleges veszélyeztetettség.

## Kezelés
2006-ban egy rendszeres áttekintés és 2005-ben a brit Egészségvédelmi Ügynökség áttekintése is értékelte különböző orvosi, pszichológiai, viselkedési és alternatív gyógymódokat EHS ellen és arra jutottak, hogy a bizonyítékok limitáltak és nem általánosíthatóak. A 2006-os áttekintés következtetése megállapította, hogy "
Az elektromágneses túlérzékenység kezelési lehetőségeire vonatkozó bizonyítékalap korlátozott, és további kutatásra van szükség, mielőtt bármilyen végleges klinikai ajánlás elkészíthető. Azonban a rendelkezésre álló legjobb bizonyítékok azt sugallják, hogy a kognitív viselkedési terápia hatékony azokon betegeknek, akik azt állítják, hogy túlérzékenyek a gyenge elektromágneses mezőkre
2005-ben a WHO azt javasolta az EHS-re panaszkodó embereknek, hogy állapítsák meg, van-e olyan egészségügyi problémájuk, ami a tüneteket okozhatja és hogy mérjék fel a környezetüket lég és zajszennyezést kutatva.

## Előfordulás
Az elektromágneses túlérzékenység előfordulása a földrajzi fekvéstől és az állapot definíciójától függően a lakosság 5%-át érintik. 
2002-ben Kaliforniában egy 2,072 embert érintő kérdőív azt találta, hogy az ön-diagnosztizált elektromágneses túlérzékenyek 3%-a "allergiás vagy nagyon érzékeny az elektronikus készülékekre, gépekre vagy távvezetékekre" 
Ugyanabban az évben egy hasonló kérdőív Stockholmban (Svédország), 1,5%-os előfordulást talált ön-diagnosztizált elektromágneses túlérzékenyeken, itt úgy írták le őket, mint "túlérzékenység vagy allergia az elektromos vagy mágneses mezőkre. 
2004-ben egy felmérés Svájcban 5%-os előfordulási arányt talált 2,048 emberből.
2007-ben egy brit felmérés véletlenszerűen választott 20,000 embert és 4%-os előfordulási arányt talált.
Egy csoport tudós megpróbálta megbecsülni azokat az embereket, akik "szubjektív tüneteket" jelentettek elektromágneses mezőtől az Európai Bizottságnak. Az HPA áttekintés szavaival élve: "a különbségek az előfordulásban részben az elérhető információ és média figyelemének az elektromágneses túlérzékenység körül fordultak elő. Hasonló nézeteket más kommentátorok is kifejeztek. 

## Társadalom és kultúra
2010-ben Dél-Afrikában egy toronyüzemeltetőt hibáztattak az ott lakók az EHS tüneteik miatt, de a toronyüzemeltető egy nyilvános gyűlésen tájékoztatta a lakókat, hogy a torony hat hétig ki volt kapcsolva, így elég valószínűtlen, hogy az okozta a tüneteket. 
2014 februárjában a brit Hirdetési Szabványügyi Hatóság megállapította, hogy egy termék hirdetésben állított elektromágneses sugárzás miatti kár megalapozatlan és félrevezető volt. 
Sokan pert kezdeményeztek, hogy kártérítést nyerjenek az elektromágneses sugárzás miatti kár miatt. 2012-ben, Új-Mexikóban a bíróság elutasított egy keresetet, amiben egy ember a szomszédját perelte, arra hivatkozva, hogy a szomszédja vezeték nélküli telefonja, fényerő szabályzó kapcsolója, töltője, WIFI-je és más készülékei által sugárzott elektromágnes miatt károsult. A felperes bevitte a doktora tanúvallomását, aki ugyancsak azt hitte, hogy elektromágneses túlérzékenysége van. Egy magát neurotoxikológusnak kiadó ember is tanúvallomást adott, de a bíró semelyiknek a vallomását sem találtam hihetőnek. 2015-ben egy iskolás fiú szülei Southborough-ban azt állították, hogy az iskola WIFI-je okozza a fiú betegségét.
2015 novemberében egy depressziós lány Angliában öngyilkosságot követett el. A szülei az öngyilkosságát az EHS-nek nyilvánították. Ezt bulvárlapok és EHS támogatók kapták fel.
Néhányan, akik úgy érzik, hogy érzékenyek az elektromágneses mezőre, úgy próbálják kezelni magukat, hogy csökkentik a kitettségüket az elektromágneses mezőre a kitettség forrásától való kerüléssel, lecsatlakoznak vagy eltávolítják az elektromos készülékeket és alternatív gyógymódokat használnak. Svédországban egyes önkormányzatok fogyatékossági támogatást nyújtanak azoknak, akik azt állítják, hogy rendelkeznek EHS-el annak érdekében, hogy az otthoni kármentesítési munkát elvégezzék, még akkor is, ha a közegészségügyi hatóság nem ismeri el az EHS tényleges egészségügyi állapotát. Halland városaiban nem biztosítanak ilyen támogatásokat. Ezt a döntést megtámadták és jóváhagyták a bíróságon.
Az Egyesült Államok Nemzeti Rádiócsend Zóna, egy terület ahol a vezeték nélküli jelek korlátozottak, tudományos célokra. Néhány ember, aki azt hiszi, hogy EHS-e van oda költözött. 
Gro Harlem Brundtland, egykori Norvég miniszterelnök és a WHO vezérigazgatója azt állítja, hogy EHS-el szenved. 2015-ben azt mondta, hogy 25 éve érzékeny rá. 
A fiktív televíziós bűnügyi drámában, a Better Call Saul-ban, Charles "Chuck" McGill EHS tünetekkel szenved. Az Alpine Shepherd Boy részben egy szkeptikus orvos titokban Chuck kórházi ágyát működtető kapcsolóval babrált. ez nem volt hatással a tüneteire, ami arra utal, hogy az elektromágneses túlérzékenysége nem valódi. 

## Külső hivatkozások
- Radiofrequency Electromagnetic Energy and Health:Research Needs from the Australian Radiation Protection and Nuclear Safety Agency (ARPANSA)